# Oligosoma taumakae
Espèce
Oligosoma taumakae est une espèce de sauriens de la famille des Scincidae.

## Répartition
Cette espèce est endémique des îles Open Bay en Nouvelle-Zélande.

## Étymologie
Cette espèce est nommée en référence au lieu de sa découverte : l'île Taumaka.

## Publication originale
- Chapple & Patterson, 2007 : A new skink species (Oligosoma taumakae sp. nov.; Reptilia: Scincidae) from the Open Bay Islands, New Zealand. New Zealand Journal of Zoology, vol. 34, no 4, p. 347-357.